# Juan Bautista Sánchez Bilbao
Juan Bautista Sánchez Bilbao (Amorebieta, 13 juliol de 1924 - Madrid, 3 de setembre de 2005) fou un militar basc, capità general de la Regió Militar de Llevant, successora de la III Regió Militar (antic Capità general de València).
Era fill de Juan Bautista Sánchez González, veterà de la guerra civil espanyola i capità general de la IV Regió Militar, mort en circumstàncies estranyes en 1957. Militar de carrera, ingressà en l'Acadèmia General Militar en 1943 i es diplomà en Estat Major. Va estar destinat als Regulars i a la Brigada Paracaigudista. Després va estar a la Unitat d'Helicòpters d'Al-Aaiun. Després de ser cap de seguretat de la Casa Militar del Rei, ascendí a coronel i fou nomenat cap de les Forces Aeromòbils de l'Exèrcit de Terra (FAMET). Ascendit a general, en 1982 fou nomenat director de l'Acadèmia General Militar de Saragossa. El 8 de febrer de 1984 fou ascendit a general de divisió i un mes després nomenat cap de la Divisió Cuirassada Brunete.
Al maig de 1985 deixà el comandament quan va ser nomenat capità general de la Regió Militar de Llevant. Durant el seu mandat va patrocinar l'agermanament militar de la música de la Divisió Maestrazgo 3 amb les bandes de música dels pobles valencians. En juliol de 1988 passà a la reserva activa. Va ser amonestat en 1986 per declarar sobre els condemnats del 23-F A los militares nos gustaría que estuvieran, como los de la UMD, también en sus casas. També va renunciar a presidir el consell de guerra contra els comandaments militars implicats en la maniobra involucionista preparada pel 27 d'octubre de 1982.